# Milo Manheim
Milo Manheim, född 6 mars 2001 i Los Angeles, är en amerikansk skådespelare.
Manheim har bland annat spelat en av huvudrollerna i filmerna Z-O-M-B-I-E-S, Z-O-M-B-I-E-S 2 och Zombies 3. Han har även medverkar i TV-serierna School Spirits och Dr Doogie Kamealoha från 2023. 

## Filmografi (i urval)
- 2018: Z-O-M-B-I-E-S
- 2020: Z-O-M-B-I-E-S 2
- 2022: Zombies 3
- 2023: School Spirits
- 2023: Dr Doogie Kamealoha
- 2023: Thanksgiving
- 2025 – Zombies 4: Dawn of the Vampires